# Krotkaja
Krotkaja (russisk: Кроткая) er en sovjetisk spillefilm fra 1960 af Aleksandr Borisov.

## Medvirkende
- Ija Savvina
- Andrej Popov
- Vera Kuznetsova som Lukerya
- Pantelejmon Krymov som Jefimovitj
- Zinaida Dorogova